# Viktor Gavrikov
Viktor Nikolaevič Gavrikov (in russo Виктор Николаевич Гавриков?; Kriuljany, 29 luglio 1957 – Burgas, 27 aprile 2016) è stato uno scacchista svizzero di origine sovietica. Grande maestro dal 1984, l'anno successivo vinse, alla pari con Michail Gurevič e Oleksandr Černin, il 52º campionato sovietico di Riga.
Nel 1992, dopo lo scioglimento dell'Unione Sovietica, emigrò in Svizzera, acquisendone dopo alcuni anni la cittadinanza.
Tra gli altri risultati della sua carriera i seguenti:
- 1978 : =1º nel campionato della Lituania (con Gintautas Piešina)
- 1983 : vince a Tbilisi il campionato giovanile sovietico (under-26)
- 1986 : =2º nel 53º campionato sovietico di Kiev
- 1988 : 2º al campionato del mondo "Active Chess" di Mazatlán (dietro a Anatolij Karpov)
- 1989 : 1º a Berlino Ovest;  =1º con Michail Krasenkov a Budapest
- 1990 : 1º al torneo open di Biel
- 1991 : 1º a Ginevra
- 1993 : =1º a Barcellona
- 1994 : vince il torneo Grandi Maestri di Biel
- 1996 : vince il Campionato svizzero ad Arosa
- 2000 : =1º al campionato lituano con Viktorija Čmilytė
- 2001 : 1º a Göteborg;  2º al Keres Memorial di Tallinn (vinto da Konstantin Sakaev)